# Cryptochrysidaceae
Famille
Les Cryptochrysidaceae sont une famille d'algues de l'embranchement des Cryptista, de la classe des Cryptophyceae et de l’ordre des Cryptomonadales.

## Étymologie
Le nom de la famille vient du genre type Cryptochrysis, dérivé du grec de κρυπτός, kryptós (« caché »), et χρυσός / chrysos, or, doré,

## Description
Les Cryptochrysis sont des monades biflagellées à symétrie dorsiventrale, nageant librement. La partie antérieure est obliquement tronquée, la partie postérieure est effilée et arrondie, le protoplaste est faiblement tordu.
Ils ont deux chloroplastes latéraux, jaune-brun, souvent lobés ; habituellement deux vacuoles contractiles, l'une d'elles toujours antérieure ; de nombreux petits granules de réfraction dans la partie postérieure ; de l'amidon granulaire. Deux flagelles sub-égaux (presque égaux) et homodynamiques (dont la mobilité est identique) sont insérés dans le vestibulum.
La division se produit à l'état mobile dans un plan longitudinal qui maintient la symétrie cellulaire.

## Liste des genres
Selon AlgaeBase (28 août 2022) :
- Cryptochrysis Pascher, 1911

## Systématique
Le nom correct complet (avec auteur) de ce taxon est Cryptochrysidaceae Pascher.
Cryptochrysis et un genre énigmatique que Butcher, en 1967, a réduit au synonyme de Chroomonas Hansgirg, 1885 (Cryptophyceae de la famille des Hemiselmidaceae).
Il est cependant retenu comme un genre distinct, car il ne correspond clairement pas aux définitions récentes de Chroomonas (Santore 1984, Hill 1991) et peut, en fait, représenter un genre valide de cryptomonades d'eau douce.